# Janica Kostelić

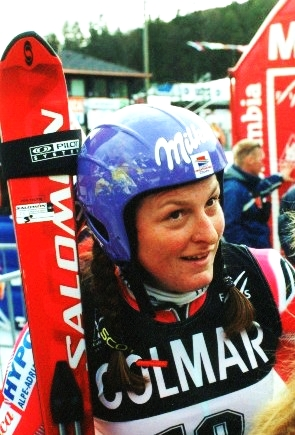
Janica Kostelić

Janica Kostelić (Zagreb, 5 januari 1982) is een voormalig Kroatisch skiester in het alpineskiën.
In 1998 nam ze op 16-jarige leeftijd voor het eerst deel aan de Olympische Winterspelen in Nagano. Haar echte internationale doorbraak kwam in het seizoen 2000-2001. In 2001 won ze voor het eerst de wereldbeker voor het alpineskiën.
Op de Olympische Winterspelen in Salt Lake City in 2002 won ze drie gouden en een zilveren medaille in het alpijns skiën. Ze werd olympisch kampioen op de slalom, de reuzenslalom en op de combinatie. Ze werd ook nog tweede op de super-G, waarop ze de gouden medaille miste op vijf honderdsten.
In 2003 won ze nogmaals de wereldbeker alpineskiën, maar in 2004 kon ze door een knieblessure niet meedingen naar de overwinning.
In 2005 eindigde ze tweede in de wereldbeker algemeen na Anja Pärson.
In 2006 wint ze voor de derde keer in haar carrière de algemene wereldbeker alpineskiën.
In het seizoen 2005-2006 wint ze in elke discipline WB wedstrijden. Ze is de eerste vrouw die daarin slaagt.
Tijdens de Winterspelen in Turijn van 2006 won ze opnieuw goud op de combinatie. Verder won ze het zilver bij de Super-G en werd ze vierde bij de slalom. Waarmee haar totaal aan Olympische Medailles op viermaal goud en tweemaal zilver kwam.
In het seizoen 2006-2007 kwam ze niet meer in actie wegens chronische knie- en rugblessures.
Op 19 april 2007, op amper 25-jarige leeftijd, kondigt ze haar definitieve afscheid van de skisport aan.